# Louis Floch
Louis Floch (Saint-Pol-de-Léon, 28 dicembre 1948) è un ex calciatore francese, di ruolo attaccante.